# Dimitrie Macrea
Dimitrie Macrea (ur. 1907, zm. 1988) – rumuński językoznawca, od 1965 r. członek korespondent Academia Română, pierwszy redaktor naczelny czasopisma „Limba română” (1952–1957).

## Publikacje
- Dicționarul limbii romîne literare contemporane (DLRLC), 1955–1957
- Dicționarul limbii romîne moderne (DLRM), 1958
- Gramatica limbii romîne, 1954
- Lingviști și filologi romîni, 1959
- Probleme de lingvistică romînă, 1961
- Dicționar Enciclopedic Român, 1962–1966
- Studii de istorie a limbii și a lingvisticii române, 1965